# Clannad (альбом)
Clannad — перша платівка музичного гурту Clannad (1973), стала результатом перемоги на престижному фолк-фестивалі «Леттеркенні». У альбомі є пісні ірландською та англійською мовами, зокрема кавер-виконання пісні Бонні Добсон, «Morning Dew». 

## Список пісень
1. Nil Se Ina La
2. Thios Chois Na Tra Domh
3. Brian Boru's March
4. Siobhan Ni Dhuibhir
5. An Mhaighdean Mhara (The Mermaid)
6. Liza
7. An tOilean Ur
8. Mrs. McDermott
9. The Pretty Maid
10. An Phairc
11. Harvest Home
12. Morning Dew
13. An Bealach Seo 'Ta Romha